# Oliver Herrgesell
Oliver Herrgesell (* 21. Juni 1962 in Wien) ist ein aus Österreich stammender Journalist und Reputationsmanager, der an der Gründung etlicher Medien mitwirkte und für mehrere globale Konzerne als Sprecher arbeitete.

## Leben und Werk
Oliver Herrgesell wurde in Wien geboren, verbrachte aber Kindheit und Jugend in Graz (Steiermark). Während des Studiums an der Universität Graz und auch danach arbeitete er als Aufnahmeleiter für die Musikshow Die großen 10 des ORF.
Seine journalistische Karriere begann Herrgesell in Österreich 1983 bei der Lifestyle-Zeitschrift Wiener. 1985 war er auch an der Gründung der Frauenzeitschrift Wienerin beteiligt. 1986 wechselte er nach Hamburg zur Zeitschrift Tempo. 1990 beteiligte er sich am Start von Deutschlands erstem Pay-TV Premiere. Die journalistische Karriere setzte er bei der Zeitung Die Woche fort, an dessen Gründung 1993 er mitwirkte. Seine Medienberichterstattung erlangte Anerkennung der Branche (Bert-Donnepp-Preis). 1997 wechselte er als Ressortleiter Medien und geschäftsführender Redakteur der Berliner Zeitung von Hamburg nach Berlin, 1999 wurde er zum stellvertretenden Chefredakteur zum Stern berufen.
Noch im selben Jahr machte ihn Manfred Harnischfeger zum Ersten Pressesprecher von Bertelsmann, wo er zunächst für den Vorstand unter der Leitung von Thomas Middelhoff arbeitete und später dessen Nachfolger Gunter Thielen. 2006 holte Gerhard Zeiler Herrgesell als Leiter der Unternehmenskommunikation zur RTL Group nach Luxemburg, wo er auch Verantwortung für Public Affairs trug, sich als Environmental Chief Officer für die Umweltverantwortung des Konzerns starkmachte und eine Abteilung zur Wahrnehmung der Corporate Responsibility gründete. 2012 folgte Herrgesell Gerhard Zeiler in den US-Konzern Time Warner und übernahm die Verantwortung für die internationale Kommunikation der Fernsehsparte Turner mit Unterhaltungs- und Kindersendern sowie von CNN International. Nach der Übernahme durch den Telekomriesen AT&T wurde Herrgesell zum Executive Vice President, WarnerMedia Sales & International befördert und arbeitete von London und New York aus. In seine Verantwortung fiel die Kommunikation von rund 175 Medienmarken in rund 200 Ländern, darunter HBO, HBO Max, Warner Bros., TNT, TBS, truTV, CNN, DC Entertainment, New Line, Cartoon Network, Adult Swim und Turner Classic Movies.
Auf ehrenamtlicher Basis ist Herrgesell seit 2009 bei der Hilfsorganisation Save the Children engagiert, zeitweise als Stellvertretender Vorsitzender des Vorstands, später als Vorsitzender des Aufsichtsrats.